# Dipterocarpus rigidus
Espèce
Classification phylogénétique
Statut de conservation UICN

 CR A1cd+2cd, B1+2c : 
En danger critique
Dipterocarpus  rigidus est un grand arbre sempervirent de Sumatra et de Bornéo, appartenant à la famille des Diptérocarpacées.

## Répartition
Localisé à quelques forêts côtières sèches de Sumatra et du Sarawak.

## Préservation
En danger critique d'extinction du fait de la déforestation et de l'exploitation forestière.